# 기타이바라키시
기타이바라키시(일본어: 北茨城市)는 일본 간토 지방 북부, 이바라키현 북동단에 있는 시이다.
조반선, 국도 6호선, 조반 자동차도가 종단하고 남쪽의 미토시에서 57km, 히타치시에서 25km, 북쪽의 이와키시에서 25~38km 떨어져 있다. 이 때문에 현 경계를 넘어 이와키시와의 관계가 밀접하고 관광 면에서도 현내 다른 시정촌보다 이와키시와 묶이는 경향이 있다.

## 지리
북서쪽으로 뻗어 있는 삼각형 모양을 하고 있고 북쪽은 이와키시, 남쪽은 다카하기시, 서쪽 구석은 사메가와촌 및 하나와정과 접한다. 시역의 대부분은 낮은 다가 산지의 산림이다. 동쪽으로 태평양과 접하고 시가지는 해안가의 평지에 있다. 북서부의 하나조노산에서 하나조노강이 남동부로 흘러 해안 근처에서 오키타강과 합류한다. 오키타강은 서쪽의 다카하기시에서 흘러 와 태평양으로 흘러든다. 북부에서는 사토네가강이 북서쪽에서 남동쪽으로 흐른다.

## 역사
이바라키현의 최북단으로 율령 시대에는 도카이도의 최북단이기도 했다. 20세기 초가 되면서 구하라 후사노스케가 조반 탄전의 운영에 나서 탄광 마을로 발전했다. 석탄 산업은 고도 경제성장기까지 계속되었다.
1956년 3월 31일에 다가군의 이소하라촌, 오쓰촌, 세키모토촌, 히라가타촌, 미나미나카고촌이 합병해 기타이바라키시가 성립하였다. 원래 시 이름은 이바라키시가 될 예정이였는데 이바라키정과의 합병 과정도 복잡하고 히가시이바라키군 이바라키정과 오사카부 이바라키시 등 다른 지자체와의 혼동 우려와 해당 지자체의 반발로 인해 기타이바라키시로 정해졌다.

## 교통

### 철도
- 동일본 여객철도 조반선

### 도로
- 조반 자동차도
- 국도 제6호선

## 인구
| 연도 | 인구   | ±%     |
| ---- | ------ | ------ |
| 1920 | 38,559 | —      |
| 1930 | 37,829 | −1.9%  |
| 1940 | 37,718 | −0.3%  |
| 1950 | 55,169 | +46.3% |
| 1960 | 60,567 | +9.8%  |
| 1970 | 48,323 | −20.2% |
| 1980 | 47,670 | −1.4%  |
| 1990 | 51,093 | +7.2%  |
| 2000 | 51,593 | +1.0%  |
| 2010 | 47,026 | −8.9%  |

## 기후
| 기타이바라키시의 기후                                        | 기타이바라키시의 기후 | 기타이바라키시의 기후 | 기타이바라키시의 기후 | 기타이바라키시의 기후 | 기타이바라키시의 기후 | 기타이바라키시의 기후 | 기타이바라키시의 기후 | 기타이바라키시의 기후 | 기타이바라키시의 기후 | 기타이바라키시의 기후 | 기타이바라키시의 기후 | 기타이바라키시의 기후 | 기타이바라키시의 기후 |
| 월                                                           | 1월                   | 2월                   | 3월                   | 4월                   | 5월                   | 6월                   | 7월                   | 8월                   | 9월                   | 10월                  | 11월                  | 12월                  | 연간                  |
| ------------------------------------------------------------ | --------------------- | --------------------- | --------------------- | --------------------- | --------------------- | --------------------- | --------------------- | --------------------- | --------------------- | --------------------- | --------------------- | --------------------- | --------------------- |
| 역대 최고 기온 °C (°F)                                       | 20.2 (68.4)           | 22.8 (73.0)           | 24.8 (76.6)           | 25.7 (78.3)           | 30.3 (86.5)           | 31.3 (88.3)           | 33.9 (93.0)           | 35.7 (96.3)           | 34.0 (93.2)           | 32.1 (89.8)           | 24.4 (75.9)           | 24.3 (75.7)           | 35.7 (96.3)           |
| 일평균 최고 기온 °C (°F)                                     | 8.4 (47.1)            | 8.6 (47.5)            | 11.2 (52.2)           | 15.6 (60.1)           | 19.4 (66.9)           | 22.1 (71.8)           | 25.7 (78.3)           | 27.4 (81.3)           | 25.0 (77.0)           | 20.4 (68.7)           | 15.7 (60.3)           | 10.9 (51.6)           | 17.5 (63.6)           |
| 일일 평균 기온 °C (°F)                                       | 3.6 (38.5)            | 3.8 (38.8)            | 6.5 (43.7)            | 11.0 (51.8)           | 15.3 (59.5)           | 18.6 (65.5)           | 22.1 (71.8)           | 23.8 (74.8)           | 21.1 (70.0)           | 16.2 (61.2)           | 11.0 (51.8)           | 6.0 (42.8)            | 13.3 (55.9)           |
| 일평균 최저 기온 °C (°F)                                     | −1.2 (29.8)           | −1.0 (30.2)           | 1.7 (35.1)            | 6.3 (43.3)            | 11.3 (52.3)           | 15.5 (59.9)           | 19.4 (66.9)           | 20.9 (69.6)           | 17.9 (64.2)           | 12.3 (54.1)           | 6.2 (43.2)            | 1.2 (34.2)            | 9.2 (48.6)            |
| 역대 최저 기온 °C (°F)                                       | −9.0 (15.8)           | −9.3 (15.3)           | −5.9 (21.4)           | −3.7 (25.3)           | 2.5 (36.5)            | 6.1 (43.0)            | 12.3 (54.1)           | 12.0 (53.6)           | 9.1 (48.4)            | 1.7 (35.1)            | −2.7 (27.1)           | −7.7 (18.1)           | −9.3 (15.3)           |
| 평균 강수량 mm (인치)                                        | 50.0 (1.97)           | 45.9 (1.81)           | 99.9 (3.93)           | 128.5 (5.06)          | 156.1 (6.15)          | 158.0 (6.22)          | 170.4 (6.71)          | 138.1 (5.44)          | 183.2 (7.21)          | 189.5 (7.46)          | 78.7 (3.10)           | 48.8 (1.92)           | 1,435.4 (56.51)       |
| 평균 강수일수 (≥ 1.0 mm)                                     | 4.7                   | 5.1                   | 8.8                   | 10.1                  | 11.3                  | 12.0                  | 13.3                  | 9.6                   | 11.6                  | 10.5                  | 7.1                   | 5.3                   | 109.4                 |
| 평균 월간 일조시간                                           | 196.7                 | 183.3                 | 191.9                 | 193.6                 | 191.0                 | 141.6                 | 150.3                 | 181.3                 | 140.4                 | 143.8                 | 156.5                 | 179.4                 | 2,040.8               |
| 출처: 일본 기상청 (평년값: 1991년~2020년, 극값: 1978년~현재) |                       |                       |                       |                       |                       |                       |                       |                       |                       |                       |                       |                       |                       |